# Gruta del Padre Pío
La Gruta del Padre Pío es un espacio dedicado al santo Pío de Pietrelcina, ubicada en la estancia La Aurora, cerca del río Daymán, en el límite  entre los departamentos Paysandú y Salto. Los dueños de la estancia, la familia Tonna, construyeron la gruta orientada hacia Pietrelcina junto a otros colaboradores anónimos, motivados por la fe religiosa ligada al catolicismo.

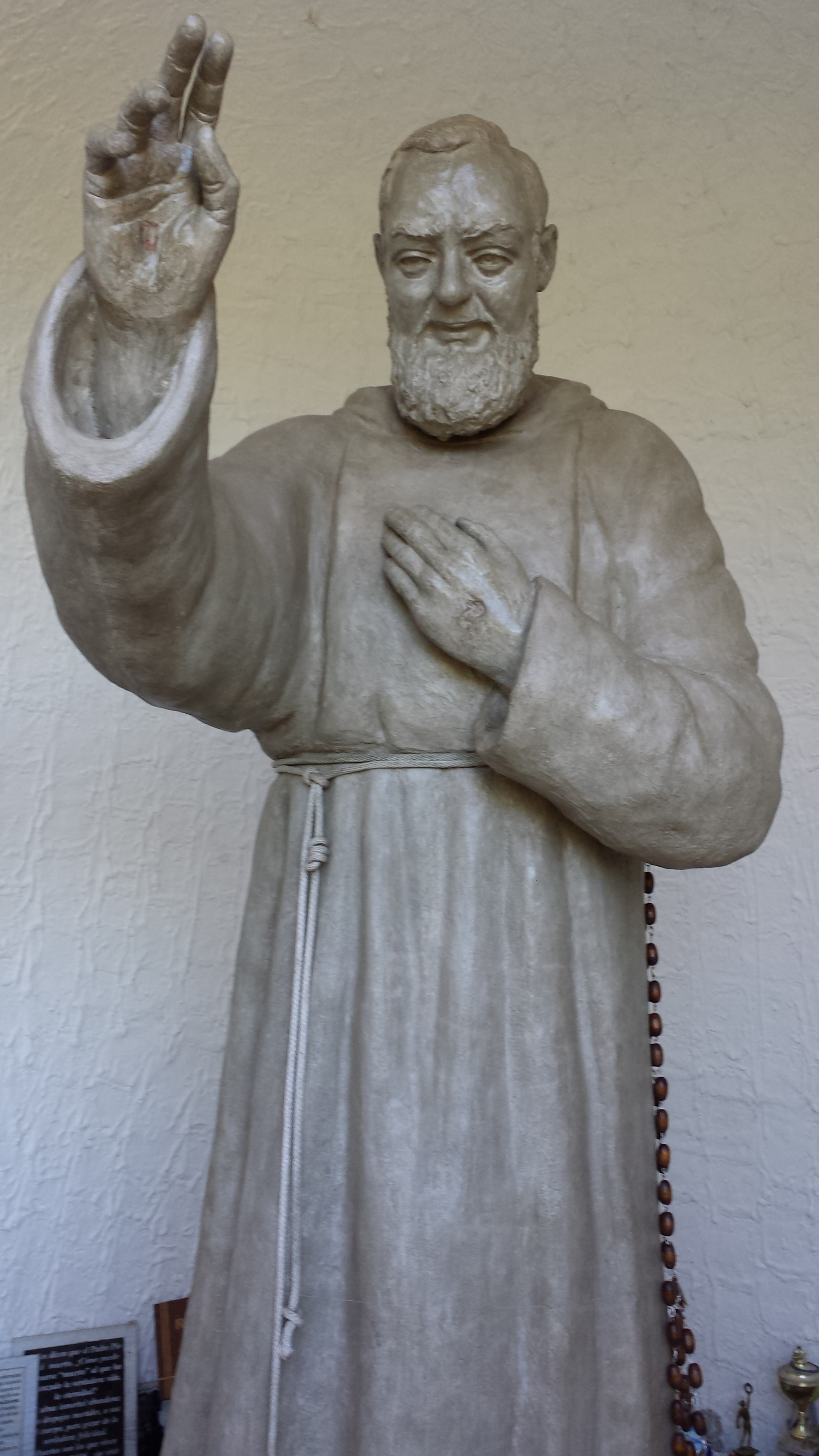
Estatua del Padre Pío en la estancia La Aurora

## La obra
En enero de 1987, los esposos Tonna empezaron a diseñar la obra prometida a su asesor espiritual, que debería estar terminada en 4 meses.  Una pareja recién llegada a la estancia se comprometió a ayudarlos: eran Guillermo Beckes y María de las Mercedes Schoenemman, reconocidos escultores argentinos. Desde entonces, muchos colaboradores anónimos se sumaron a la creación, unidos por la fe, en el improvisado taller ubicado en el tambo de la estancia.
La imagen debía representar al padre Pío en su juventud y el rostro, en el que se trabajó durante  9 días, cayó al piso sin causa aparente y, ante la proximidad del plazo, se logró plasmar un rostro luminoso, sonriente, con mirada viva , en solo 2 días.  
Al mismo tiempo, se armaba la gruta con ladrillos, piedras, andamios, encofrados, hierros.
Se trasladó la escultura hacia el lugar definitivo y se anunció la inauguración, de boca en boca, para el 25 de mayo, correspondiendo a los 100 años del Padre Pío, que tuvo gran concurrencia.
Se realizó una misa criolla con un coro de  me re pica devotos argentinos y uruguayos y se lanzó al aire un ramillete de globos cargados con gas, que traspuso la Cordillera de los Andes.

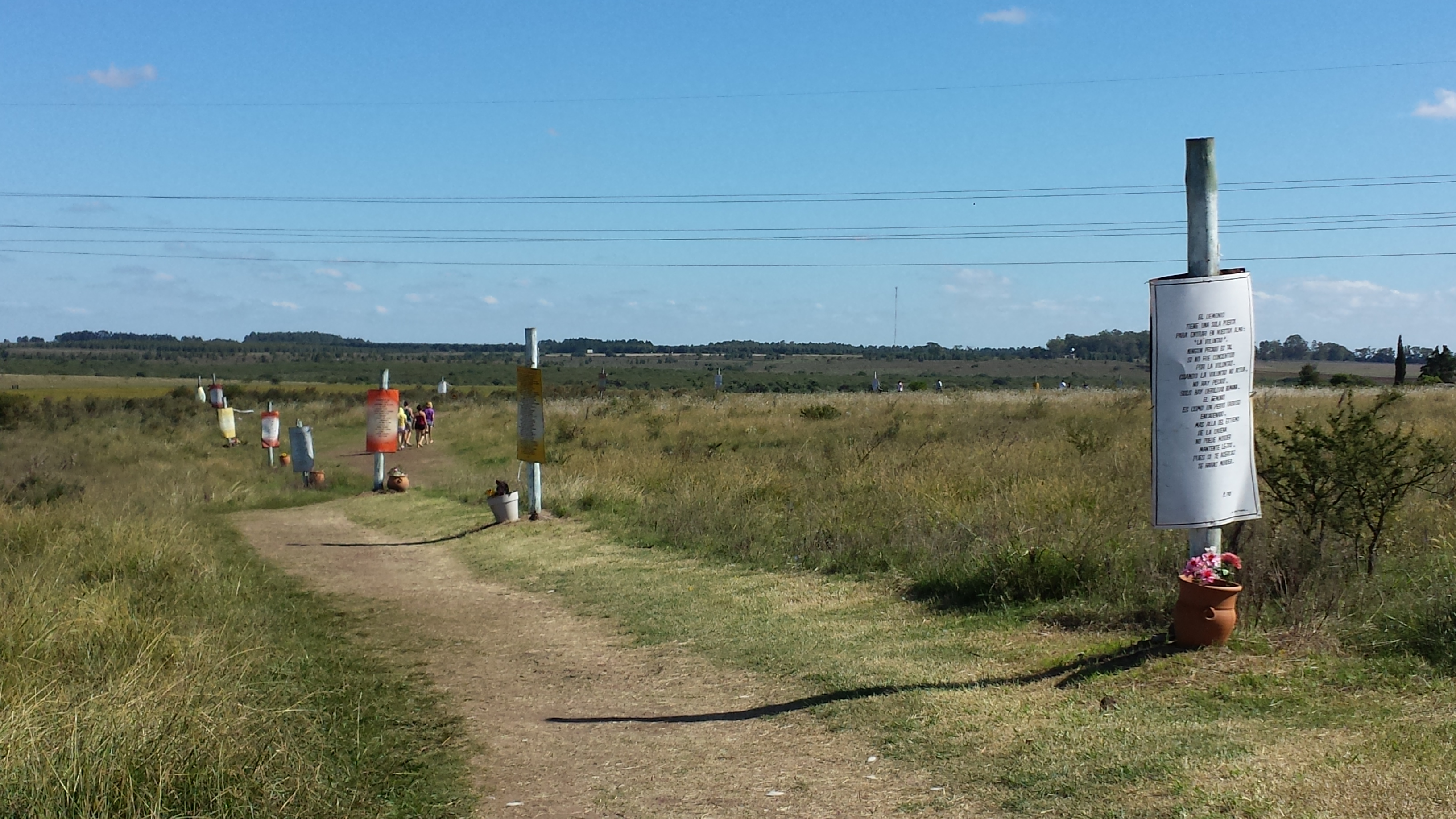
Entrada al predio de la estancia La Aurora donde se encuentra la gruta del Padre Pío

El predio donde se encuentra la gruta está cercado, de manera que se pasa un portón y se recorre un sendero  bordeado por una serie de carteles con pensamientos del Padre Pío.
La gruta, cerrada por una reja,  contiene la escultura del santo, las imágenes de los dueños de la estancia que la construyeron y las ofrendas de los devotos.

## La Aurora
La Aurora es un establecimiento agrícola ganadero de 1.000  hectáreas de superficie, ubicada sobre el Camino Tierras Coloradas,  a 2 km del empalme con ruta 3, en el departamento de  Paysandú, antes de cruzar el límite con el departamento de Salto.  Existe desde 1918 y es propiedad de la familia Tonna-Ratin.

### Los fenómenos asociados a La Aurora
Se adjudica a este espacio un fenómeno sobrenatural  y otro fenómeno de contacto con extraterrestres por una parte,  el sacerdote capuchino Padre Pío tenía  el don de practicar la bilocación y  el 4 de febrero de 1976 se habría producido un encuentro con extraterrestres, por lo cual se lo considera un sitio especial para el avistamiento de ovnis. 
Sobre la bilocación, se han realizado investigaciones por parte de Roma para corroborar y beatificar al Padre Pío.
La imagen de Pío en la gruta es un reconocimiento a los valores cristianos, lugar que la Iglesia católica quiso adquirir, pero Tonna se negó a vender para dejarlo abierto a todos aquellos que quisieran acercarse al Santo, de manera que la gruta se convirtió en un lugar de peregrinación donde miles de personas concurren cada año desde distintas partes del mundo. 
Sin embargo, como la iglesia no podía controlar que la devoción a Pío se confunda con las historias de Ovnis, prohibió la celebración de misa y de toda actividad religiosa oficial de la Iglesia Católica en el lugar. Posteriormente, se modificó la resolución y se realiza misa el 25 de mayo, día del nacimiento del Padre Pío y el 23 de setiembre, fecha de su deceso.
Sobre la presencia de extraterrestres, los informes oficiales de la Comisión Receptora Investigadora de Denuncias OVNIs (Cridovni), dependiente de la Fuerza Aérea y creada el 7 de agosto de 1979 por el Ministerio de Defensa, dicen que no encontraron nada anormal. Sin embargo hay muchos relatos de la gente que vive en la estancia y en la zona, así como de  estudiosos del tema que visitan el lugar, sobre hechos totalmente desconocidos o inexplicables asociados a fenómenos energéticos y a presencias extrañas, presenciados por mucha gente a la vez. 
Los astronautas Armstrong y Collins estuvieron en La Aurora en más de una oportunidad  por interés personal.
El suelo, rico en cuarzos y cristales, concentra una potente energía por lo cual es una zona energética.
A esto se debe la construcción de centros místicos en los alrededores, por lo cual toda la zona es explotada turísticamente.